# Tay don
Le tay don (ou taï don, thai khao, taï blanc) est une langue taï-kadaï, parlée au Viêt Nam, ainsi qu'au Laos, en Chine.

## Répartition géographique
Au Viêt Nam, les locuteurs du tay dam résident dans le Nord du pays, notamment dans la province de Lai Châu. Au Laos, ils se trouvent dans la province de Houaphan. En Chine les locuteurs vivent dans le xian autonome miao, yao et dai de Jinping et la préfecture autonome hani et yi de Honghe.

## Classification
Le tay don appartient au sous-groupe des langues taï du Sud-Ouest, rattaché aux langues taï au sein de la famille taï-kadaï.

## Sources
- Georges Minot, « Dictionnaire tãy blanc français », Bulletin de l'École française d'Extrême-Orient, 40-1, 1940, p. 1-237 (https://www.persee.fr/doc/befeo_0336-1519_1940_num_40_1_4795#befeo_0336-1519_1940_num_40_1_T1_0001_0000).
- (en) David Bradley, « East and Southeast Asia », dans Christopher Moseley (dir.), Encyclopedia of the world’s endangered languages, Milton Park, Routledge, 2007, pp. 349-424.
- (en) Jean Donaldson, Jerold A. Edmondson, « A Preliminary Examination of Tay Tac », dans Jerold A. Edmondson, David B. Solnit (éds), Comparative Kadai. The Tai Branch, Arlington, Summer Institute of Linguistics et The University of Texas at Arlington, 1997 (SIL International and the University of Texas at Arlington Publications in Linguistics, vol. 124), pp. 235-266.